# Varieta (pedologie)
Varieta je kategorizační jednotka Morfogenetického klasifikačního systému půd ČSSR. Půdy jsou řazeny do variet na základě fyzikálně-chemických vlastností. Vyšší půdní jednotkou je subtyp, nižší pak forma. Názvy variet se tvoří přídavným jménem v mužském nebo ženském rodě. Nikdy nestojí samostatně, ale vždy se pojí s názvem půdního typu a subtypu (např. glej arenický kyselý, černice glejová solončáková). Jsou označovány většinou malými písmeny (nazývané indexy), výjimečně pak jedním písmenem velkým.

## Variety a jejich charakteristika
- karbonátová (C) - též silikátová,
- nasycená (n) - též kyselá
- vyluhovaná (v) -
- alkalická (Z) -
- solončáková (S) -
- silně kyselá (o) -
- potenciální (p) -

## Příklad klasifikace půd s vyznačením variet včetně indexů
- Skupina půd ochrických
  - litozem (LI)
    - litozem typická (LIm)
      - litozem typická karbonátová (LImC)

  - regozem (RM)
    - regozem typická (RMm)
      - regozem typická karbonátová (RMmC)

    - regozem psefitická (RMf)
    - regozem arenická (RMa)
    - regozem pelická (RMp)
- Skupina půd melanických
  - ranker (RN)
    - ranker typický (RNm)
      - ranker typický nasycený (RNma)

    - ranker kambizemní (RNK)
    - ranker andozemní (RNm)
    - ranker podzolový (RNp)

  - rendzina (RA)
    - rendzina typická (RAm)
      - rendzina typická vyluhovaná (RAmv)
        - rendzina typická vyluhovaná akumulovaná